# 佐々木良夫
佐々木 良夫（ささき よしお、1934年4月18日 - 2011年10月19日）は、日本の経営者。関西ペイント社長を務めた。

## 来歴・人物
大阪府出身。1957年に京都大学工学部を卒業し、同年に関西ペイントに入社。1988年6月に取締役に就任し、1993年6月に常務を経て、1995年6月に社長に就任。1999年6月から相談役を務めた。
1999年11月に藍綬褒章を受章。
2011年10月19日に心筋梗塞のために死去。77歳没。